# Wage War
Wage War ist eine Metalcore-Band aus Ocala, Florida, die 2010 unter dem Namen Empires gegründet wurde.

## Geschichte
Der Grundstein für die Gründung von Wage War geht bis ins Jahr 2010 zurück, als die beiden Highschool-Freunde Cody Quistad (Gesang, E-Gitarre) und Seth Blake (E-Gitarre) beschlossen, aufgrund gemeinsamer musikalischer Interessen eine Band gründen zu wollen. Drei Jahre später nahm die Band noch den Sänger Briton Bond, den Bassisten Chris Gaylord sowie den Schlagzeuger Stephen Kluesener auf.

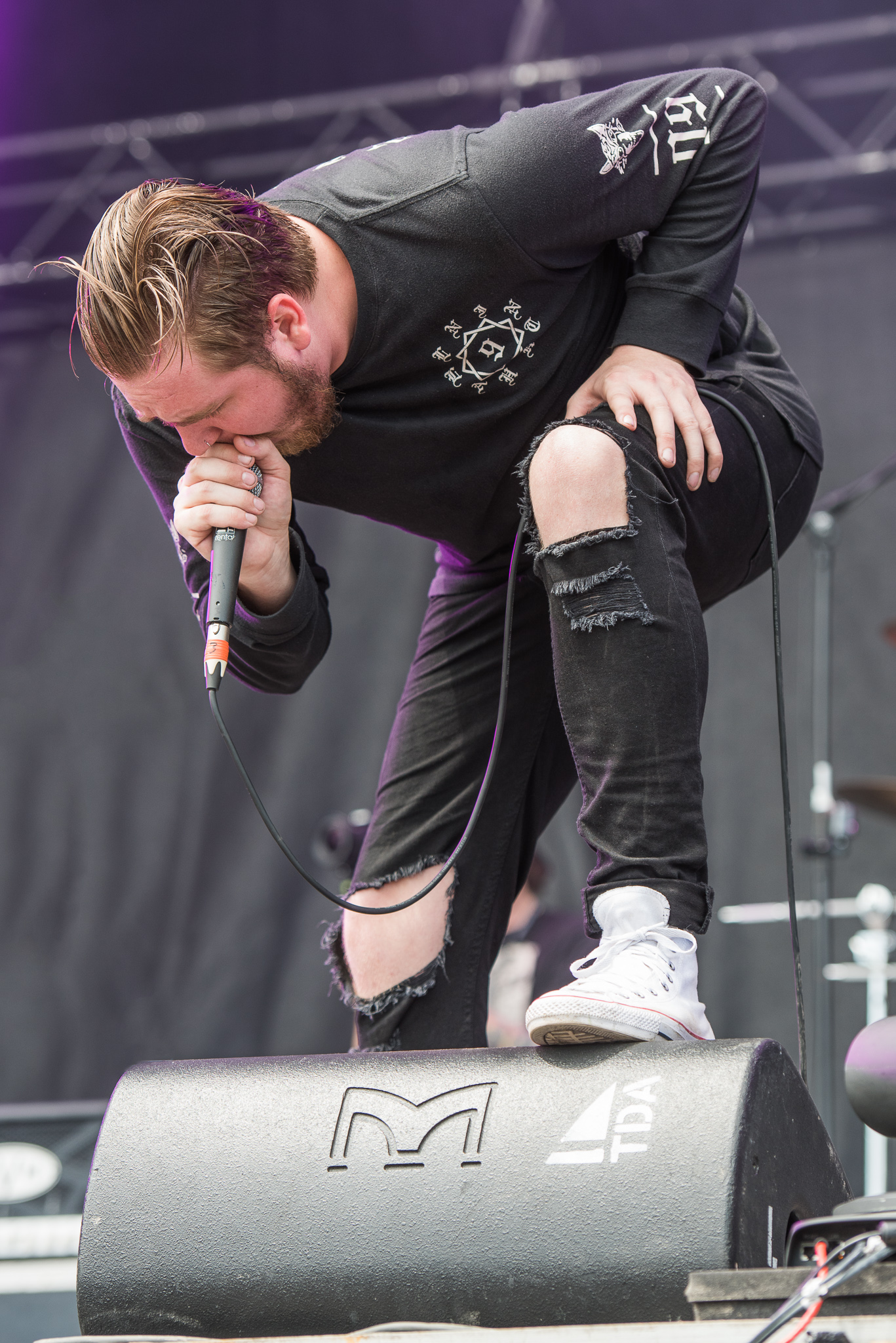
Briton Bond beim Rock im Park 2016

Am 15. Juni 2015 wurde die Band vom US-amerikanischen Plattenlabel Fearless Records unter Vertrag genommen. Am selben Tag wurde mit Alive die erste Single veröffentlicht. Dieses Stück stammt aus dem am 27. November 2015 veröffentlichten Album Blueprints, das von den beiden Musikern Jeremy McKinnon und Andrew Wade, beide bei A Day to Remember aktiv, koproduziert wurde. Innerhalb der ersten Verkaufswoche konnte das Album knapp 2.300 mal verkauft werden.
Zwischen dem 27. November und 19. Dezember 2015 war die Gruppe Vorband für August Burns Red auf deren Konzertreise, die durch mehrere Bundesstaaten in den USA sowie durch zwei Städte in Kanada führte. Diese Tournee wurde außerdem von Every Time I Die und Stick to Your Guns begleitet. Am 19. Februar 2016 startete die Band gemeinsam mit Lorna Shore und Oceans Ate Alaska als Vorband für Chelsea Grin eine Tournee, die durch die Staaten und mehrere Städte Kanadas führte. Die Desolation Of Eden Tour endete nach 24 Konzerten am 19. März 2016 mit einem Auftritt in Edmonton. Am 7. Februar 2016 wurde die Gruppe für das Download-Festival angekündigt. Zwischen dem 14. und 17. April 2016 spielte die Band drei Konzerte in Japan. Am 22. März 2016 wurde bekanntgegeben, dass die Band auf der kompletten Warped Tour spielen wird, zehn Tage später wurden Wage War für die Schwesterfestivals Rock am Ring in Mendig und Rock im Park in Nürnberg bestätigt. Der Auftritt der Gruppe auf Rock am Ring wurde allerdings wetterbedingt abgesagt.
Zwischen dem 4. und 10. Dezember 2016 spielte die Band mit Northlane und Stray from the Path im Vorprogramm von The Amity Affliction im Vereinigten Königreich.

## Diskografie

### Alben
| Jahr | Titel Musiklabel                       | Höchstplatzierung, Gesamtwochen, AuszeichnungChartplatzierungen (Jahr, Titel, Musiklabel, Platzierungen, Wochen, Auszeichnungen, Anmerkungen) | Höchstplatzierung, Gesamtwochen, AuszeichnungChartplatzierungen (Jahr, Titel, Musiklabel, Platzierungen, Wochen, Auszeichnungen, Anmerkungen) | Anmerkungen                                         |
| Jahr | Titel Musiklabel                       | CH | US | Anmerkungen                                         |
| ---- | -------------------------------------- | --- | --- | --------------------------------------------------- |
| 2015 | Blueprints Fearless Records            | — | — | Erstveröffentlichung: 27. November 2015             |
| 2017 | Deadweight Fearless Records            | — | US54 (1 Wo.)US | Erstveröffentlichung: 4. August 2017                |
| 2019 | Pressure Fearless Records              | CH78 (1 Wo.)CH | US112 (1 Wo.)US | Erstveröffentlichung: 30. August 2019               |
| 2021 | Manic Fearless Records                 | — | — | Erstveröffentlichung: 1. Oktober 2021               |
| 2022 | The Stripped Sessions Fearless Records | — | — | Erstveröffentlichung: 2. Dezember 2022 Akustikalbum |
| 2024 | Stigma Fearless Records                | — | — | Erstveröffentlichung: 5. September 2024             |

### EPs
- 2011: The Fall of Kings (Selbstveröffentlichung noch unter den Namen Empires)